# Michael Robinson
Michael John Robinson (ur. 12 lipca 1958 w Leicesterze, zm. 27 kwietnia 2020 w Marbelli) – irlandzki piłkarz występujący na pozycji napastnika, dziennikarz sportowy.

## Kariera klubowa
Robinson karierę rozpoczynał w 1975 roku w zespole Preston North End z Division Three. W sezonie 1977/1978 awansował z nim do Division Two. W 1979 roku przeszedł do Manchesteru City, grającego w Division One. W lidze tej zadebiutował 18 sierpnia 1979 w zremisowanym 0:0 meczu z Crystal Palace. W Manchesterze spędził sezon 1979/1980.
W 1980 roku Robinson odszedł do innego zespołu Division One, Brighton & Hove Albion. Tam występował przez trzy sezony, a potem przeszedł do Liverpoolu. W sezonie 1983/1984 wywalczył z nim mistrzostwo Anglii. W 1984 roku odszedł do Queens Park Rangers, również grającego w Division One. Jego zawodnikiem był do sezonu 1986/1987.
Pod koniec 1987 roku został graczem hiszpańskiej Osasuny. W Primera División zadebiutował 30 sierpnia 1987 w wygranym 1:0 spotkaniu z Realem Murcia, a 18 października 1987 w zremisowanym 1:1 pojedynku z Cádiz CF zdobył swoją pierwszą bramkę w Primera División. W Osasunie grał do końca sezonu 1988/1989, a potem zakończył karierę.

## Kariera reprezentacyjna
W reprezentacji Irlandii Robinson zadebiutował 28 października 1980 w przegranym 0:2 meczu eliminacji Mistrzostw Świata 1982 z Francją. 10 listopada 1980 w wygranym 6:0 pojedynku tych samych eliminacji z Cyprem strzelił swojego pierwszego gola w kadrze. W latach 1980–1986 w drużynie narodowej rozegrał 24 spotkania i zdobył 4 bramki.

## Kariera dziennikarska
Po zakończeniu kariery piłkarskiej rozpoczął przygodę dziennikarską w Hiszpanii, komentując Mistrzostwa Świata 1990 dla RTVE. Następnie pracował przy audycji El Larguero w radiu Cadena SER i prowadził program El día después w Canal+ od 1991 do 2005 roku. Po zakończeniu nadawania programu kontynuował współpracę ze stacją w roli komentatora i eksperta, a także prowadził własny magazyn sportowy pt. Informe Robinson. Poza tym, Robinson pracował dla Setanta Sports przy wyjazdowych spotkaniach reprezentacji Irlandii, a w ramach współpracy z Canal+ zajmował się też relacjonowaniem m.in. Pucharu Świata w rugby i Pucharu Sześciu Narodów. 

## Życie prywatne
Robinson był wielkim fanem rugby, stał się jedną z twarzy Super Ibérica de Rugby, lidze rugby union obejmującej Półwysep Iberyjski.
17 grudnia 2018 na antenie Cadena SER ujawnił, że zdiagnozowano u niego nieuleczalnego czerniaka z przerzutami. Zmarł 27 kwietnia 2020 w Marbelli w wieku 61 lat.